# Металітература
Металітература — узагальнена назва художніх текстів, серед дійових осіб яких є письменник (белетризована біографія); література про літературу; тексти, у яких зображено творчий процес.
Серед найбільш популярних визначень металітератури Жозе Енжел Гарсіа Ланда виокремлює такі:
- література про літературу;
- література в літературі;
- література, що коментує сама себе;
- література, у якій наголошується на її літературному статусі;
- література, яка експериментує зі своєю формою з метою створення нового сенсу.

## Основні ознаки металітератури
- застосування метанарації (оповідь про оповідь);
- висловлювання про інші літературні тексти;
- наявність коментарів щодо твору або його створення;
- ілюстрування канонізованих концепцій літератури (свідоме/часто іронічне).

«Термін „металітература“ уживається на позначення таких художніх творів, у яких систематично і свідомо указується на літературу як на певний артефакт, що дає можливість зрозуміти відношення між літературою і реальністю».